# The Jaw
The Jaw ist ein Berg im Grand-Teton Nationalpark im Westen des US-Bundesstaates Wyoming. Er hat eine Höhe von 3471 m und ist Teil der Teton Range in den Rocky Mountains. Er erhebt sich nördlich über den tief eingeschnittenen Cascade Canyon und liegt wenige Kilometer westlich des Jenny Lake. Östlich endet der Hanging Canyon mit dem kleinen Bergsee Lake of the Crags. Der Mount Saint John liegt rund 1,2 km nordöstlich von The Jaw, Rock of Ages ca. 600 m östlich.

## Belege
1. ↑  Peakbagger: The Jaw. Abgerufen am 19. März 2021.
2. ↑  Geonames: The Jaw. Abgerufen am 19. März 2021.
3. ↑  Naturalatlas: The Jaw. Abgerufen am 19. März 2021 (englisch).